# Paul la Cour
Paul Arvid Dornonville de La Cour (Rislev, 9 novembre 1902 – Roskilde, 20 settembre 1956) è stato un drammaturgo danese.
Divenne celebre per l'opera Frammenti di un giornale, pubblicata nel 1948, i cui primi tre capitoli apparvero sulla rivista danese Heretica.
Dal 1923 al 1930 fu a Parigi, ove nel 1928 scrisse la tragedia Den tredie Dag. Dal 1930 in poi collaborò alla rivista Tilskueren.

## Opere
- Dagens Alter (1922)
- Den tredie Dag (1928)
- Levende Vande (1946)
- Mellem Bark og Ved (1950)
- Efterladte Digte (1957, postumo)